# Foyle
Il Foyle (in gaelico irlandese An Feabhail, letteralmente "estuario a forma di labbro") è un fiume del nordest dell'Irlanda, che si forma dalla confluenza dei fiumi Finn e Mourne, all'altezza della città di Strabane, in Irlanda del Nord, e scorre fino alla città di Derry. Qui, il fiume forma il grande estuario chiamato Lough Foyle, per poi gettarsi nell'Oceano Atlantico.
È attraversato da numerosi ponti, di cui due nella città di Derry; uno di questi, il Craigavon Bridge (chiamato "old bridge" dagli abitanti della città) è l'unico ponte a due piani esistente in Europa.
Inoltre il ponte Lifford Bridge che collega l'Irlanda con l'Irlanda del Nord è uno dei punti di passaggio transfrontaliero più utilizzato.